# Fittkauimyia crypta
Fittkauimyia crypta är en tvåvingeart som beskrevs av Mirian A. Da Silva Serrano och Ulrike Nolte 1996. Fittkauimyia crypta ingår i släktet Fittkauimyia och familjen fjädermyggor. Inga underarter finns listade i Catalogue of Life.